# 賓·屈臣
賓治文·「賓」·屈臣（英語：Benjamin "Ben" Watson'，1985年7月9日—）出生於英格蘭倫敦，是一名足球運動員，司職中場。現效力英甲查尔顿，曾效力英超球會沃特福德。

## 生平

### 水晶宮
賓·屈臣出身水晶宮青訓系統，在2002/03年球季末在年僅17歲時開始為一隊上陣，於2003年4月8日主場對屈福特處子上場，雖然僅負0-1，因表現出色而在最後的4場聯賽獲派出場。在接下來數季逐漸成為球隊主力，2003年8月30日作客米禾爾射入個人首個入球，2004年1月因腹股溝手術而缺陣，在水晶宮於2004/05年升級英超短暫的一年取得超過20場比賽的寶貴經驗。賓·屈臣在23歲生日前已累計為水晶宮上陣超過150場，期間賓·屈臣入選及代表英格蘭U21。2005年12月26日主場對葉士域治，下半場領得第二面黃牌而被逐離場，是個人生涯首面紅牌。2006年8月賓·屈臣到德國接受腹股沟疝手術，同時續約到2009年。
2007年賓·屈臣獲選水晶宮「年度最佳青年球員」及於2006年入選由英格蘭足球記者協會（Football Writers' Association）主辦的「聯賽盃新秀獎」（Carling Cup New Talent Award）六名候選人之一。
在2008/09年球季開始前，賓·屈臣在水晶宮的合約只餘一年，雖然據報球會提供新約的條件將使他成為陣中最高薪的球員，賓·屈臣仍然拒絕續約。他拒絕了轉投諾定咸森林，傳聞他等待當時由前水晶宮領隊伊恩·杜維（Iain Dowie）執教的昆士柏流浪提出條件，惟一直未能成事，賓·屈臣於新球季展開後繼續留效水晶宮，在18場聯賽射入5球，直到2008年12月8日對修咸頓因傷離場，這亦是他效力水晶宮最後一場比賽。

### 韋根
2009年1月轉會窗關閉前米杜士堡出價200萬英鎊收購賓·屈臣，水晶宮亦已同意金額準備出售，這時韋斯咸、富咸、布力般流浪及韋根才加入戰團展開賓·屈臣爭奪戰，在出售柏拉西奧斯後韋根領隊布魯士手上有足夠籌碼，於提出與米杜士堡相同的金額後獲准與賓·屈臣進行商討，在與兩隊接觸後，賓·屈臣選擇到JJB運動場加盟韋根，於1月26日簽約三年半，取代離隊柏拉西奧斯在中場的角色。
2009年1月31日作客阿士東維拉賓·屈臣首次披甲登場，下半場後補入替舒卓拿。3月14日作客光明球場對新特蘭先拔頭籌，射入加盟以來首個入球兼協助球隊2-1獲勝，下一場3月22日在主場對侯城，更一箭定江山，1-0獲勝全取3分，為韋根重燃爭奪聯賽第七位來年參加歐洲賽的希望。
2009年9月1日在新球季不獲重用的賓·屈臣被外借到英冠球會昆士柏流浪，為期四個月，更可優先延長到球季結束。期間上陣16場聯賽及射入兩球，但亦兩次遭紅牌驅逐離場，於12月31日借用期滿返回韋根。歸隊後在兩場英格蘭足總盃賽事上陣，雖然在對諾士郡射入1球為球隊扳平2-2，希望可以打動領隊馬天尼斯，但於2010年2月22日再被外借到在英冠爭取升班的西布朗直到球季結束，在上陣7場及射入1球後，4月1日韋根提前召回賓·屈臣以增強季末陣容。
回到韋根後，賓·屈臣慢慢成為球會的正選十一人之一，2011年八月跟球會續約三年。
2012年11月，在韋根作客利物浦的英超比賽中，賓·屈臣右腳折斷，需要休養數月之久。
2013年5月，賓·屈臣在英格蘭足總盃決賽為球隊攻進比賽的唯一一個進球，協肋韋根1-0擊敗曼城，成為英格蘭足總盃冠軍。唯韋根在同一季中從英超降級。2014年8月，賓·屈臣跟球會續約一年。

### 沃特福德
2015年1月，賓·屈臣加盟英冠球隊屈福特，跟隨球隊在同一季升上英超。2018年1月，賓·屈臣跟屈福特協議解除合約。

## 榮譽
韋根
- 英格蘭足總盃冠軍（1）：2013年；

## 外部連結
- （英文）足球数据库：賓·屈臣的球员统计数据
- （英文）賓·屈臣個人官網
- （英文）水晶宮官網：賓·屈臣統計